# Фиалка надрезанная
Фиалка надрезанная, или Фиалка надрезная (лат. Viola incisa) — вид растений рода Фиалка (Viola) семейства Фиалковые (Violaceae).

## Ботаническое описание
Бесстебельное растение до 20 см высотой. Корневище вертикальное, короткое, неветвистое, переходящее в стержневой корень беловатого цвета.
Листья длиной 3—8 см, яйцевидной формы, надрезанные, с плоским или щитовидным основанием.
Цветоносы длиннее листа, с узколистными прицветниками. Цветки диаметром 1,8—2,3 см, синевато-фиолетовые, со шпорцем длиной 7—7,5 мм и чашелистиками 4—5 мм. Цветоножки опушённые. Наблюдается клейстогамия. Плод — овальная коробочка.
Мезофит. Встречается на щебнистых склонах, по берегам рек.

## Распространение и среда обитания
В России находится несколько отдалённых от друг друга местонахождений фиалки надрезанной: в Иркутской области, Красноярском крае, Республике Алтай, Республике Бурятия, Приморском крае.

## Охранный статус
Уязвимый вид. Является эндемиком Южной Сибири. Занесена в Красные книги СССР, РСФСР, России и ряда областей (Иркутская, Кемеровская, Новосибирская), краёв (Алтайский, Приморский) и республик РФ (Алтай, Бурятия, Тыва, Хакасия). Вымирает в связи с рекреационным воздействием в местах своего произрастания.